# Hiếu Hiền Thuần hoàng hậu
Hiếu Hiền Thuần Hoàng hậu (chữ Hán: 孝賢纯皇后, tiếng Mãn: ᡥᡳᠶᠣᠣᡧᡠᠩᡤᠠ
 ᡝᡵᡩᡝᠮᡠᠩᡤᡝ
 ᠶᠣᠩᡴᡳᠶᠠᠩᡤᠠ
 ᡥᡡᠸᠠᠩᡥᡝᠣ; 28 tháng 3, năm 1712 - 8 tháng 4, năm 1748), là nguyên phối Hoàng hậu của Thanh Cao Tông Càn Long Đế.
Xuất thân vọng tộc Sa Tế Phú Sát thị, Hiếu Hiền Thuần Hoàng hậu từ vị trí Đích Phúc tấn của Càn Long Đế, được chỉ định trở thành Hoàng hậu. Trong suốt thời gian tại vị Hoàng hậu, bà được ghi nhận là một người hiền hậu, thi hành tiết kiệm hợp lý, lại có tiếng khoản đãi hậu cung rộng lượng và ôn hòa, giúp đỡ Càn Long Đế chuyện nội đình, được hậu thế tán dương. Bà hạ sinh 4 người con; con trai cả của bà, Hoàng nhị tử Vĩnh Liễn, là Hoàng thái tử được Càn Long Đế bí mật chỉ định ngay từ khi lên ngôi, và cũng là vị Hoàng thái tử duy nhất của triều Thanh có riêng thụy hiệu cùng lăng mộ.
Liên tiếp mất đi con trai, Hiếu Hiền Thuần Hoàng hậu khi chu du Đông tuần cùng Càn Long Đế đã qua đời tại Đức Châu. Cái chết của Hiếu Hiền Thuần Hoàng hậu là một đả kích đối với Càn Long Đế, ông dùng cả đời truy điệu, tổ chức một đại tang long trọng, lại từ lễ tang ấy trách cứ hàng loạt tông thân cùng đại thần, gây nên một nỗi kinh hoàng chưa từng có trong triều đình thời Càn Long. Mức tiêu hao của đại tang của bà rất là lớn, lên đến con số hàng vạn lượng bạc. Càn Long Đế còn sáng tác cho bà một bài phú với tên gọi [Thuật bi phú; 述悲賦] - một trong những tác phẩm nổi tiếng nhất trong suốt cuộc đời của ông. Bên cạnh tiêu hao trong đại tang, Càn Long Đế còn trọng dụng các nam duệ trong gia tộc của bà, nổi tiếng nhất là em trai út của bà, Đại học sĩ Phó Hằng cùng con trai ông ta, Phúc Khang An. Trong suốt thời Càn Long, đại thần đạt được ân sủng ngoại trừ vị trứ danh Hòa Thân, thì chỉ có Phúc Khang An có thể so sánh tương đồng.
Sự tiếc thương cùng trân trọng bà của Càn Long Đế được ghi vào sử sách, trở thành câu chuyện được truyền tụng mãi về sau. Mặc dù Càn Long Đế nổi tiếng phóng túng, lưu lại rất nhiều tin đồn, trong đó có tin đồn liên quan đến  việc ông đã sủng hạnh em dâu của Hiếu Hiền Thuần Hoàng hậu, vợ của Đại học sĩ Phó Hằng, tuy nhiên tin đồn này chỉ là dã sử lưu truyền. Bởi lẽ, người được đồn là con riêng của Càn Long và vợ Đại học sĩ Phó Hằng chính là Phúc Khang An, trong khi Phúc Khang An sinh ra vào năm Càn Long thứ 19, còn Hiếu Hiền Thuần Hoàng hậu qua đời vào năm Càn Long thứ 13. Tương tự, cũng còn những truyền thuyết dã sử khác được cho là không đáng tin cậy như truyền thuyết vùng Giang Nam cho rằng, Hiếu Hiền Thuần Hoàng hậu đã bị Càn Long Đế đẩy xuống sông chết đuối (hoặc là Hoàng hậu tự nhảy xuống để tự sát), nên Hoàng đế mới tổ chức tang lễ long trọng như vậy. Tuy nhiên truyền thuyết nổi tiếng này của Giang Nam được cho là phóng tác từ cái chết của Thành tần.

## Xuất thân

### Dòng dõi

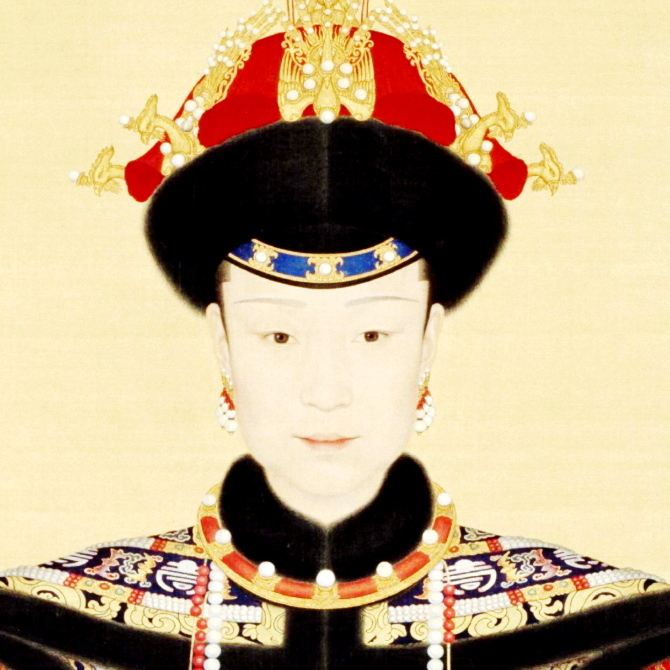
Hiếu Hiền Thuần Hoàng hậu Phú Sát thị

Hiếu Hiền Thuần Hoàng hậu sinh ngày 22 tháng 2 (âm lịch) năm Khang Hi thứ 51, xuất thân từ danh tộc Phú Sát thị ở Sa Tế (沙济), thuộc Mãn Châu Tương Hoàng Kỳ. Thời điểm ấy, gia tộc chân chính xuất thân Mãn Châu Tương Hoàng Kỳ, không kể truy phong do là ngoại thích, cũng không gọi là nhiều. Có hiểu lầm cho rằng, Hiếu Hiền Thuần Hoàng hậu và Triết Mẫn Hoàng quý phi Phú Sát thị của Càn Long Đế là cùng tộc. Nhưng thực tế trái ngược, vì gia tộc của Triết Mẫn Hoàng quý phi là tiểu tộc nhập kỳ bị phân vào Bao y. Mà [Sa Tế Phú Sát thị] của Hiếu Hiền Thuần Hoàng hậu, từ trước khi nhà Thanh nhập quan đã có tiếng là một đại tộc danh môn.
Căn cứ 《Sa Tế Phú Sát thị gia phả - 沙济富察氏宗谱》, tổ tiên là Đàn Đô (檀都), vốn thuộc Kiến Châu Hữu vệ (建州右卫) thời nhà Minh, sau thành lập thành Sa Tế (nay là khu vực Tân Tân, tỉnh Liêu Ninh), từ đó lấy tên gọi [Sa Tế Phú Sát thị]. Hậu duệ của ông rất nhiều, phân bố chủ yếu ở Mãn Châu Tương Hoàng kỳ, Mãn Châu Chính Hoàng kỳ, hay Bao y Tương Hoàng kỳ, lại có phân ra ở các thành xa mà đóng giữ, ví dụ như là thành Tuy Sa (綏遠), thành Tây An và thành Ô Lỗ Mộc Tề. Hậu duệ gia tộc Đàn Đô phân ra rất nhiều hệ phòng, trong đó phòng thứ nhất, có thủy tổ tên gọi Cát Ha Thiện (噶哈善), trước khi nhà Thanh nhập quan thì dòng dõi hệ phòng này có vị trí xã hội cực kì cao. Phú Sát Cổn Đại, Kế phi của Thanh Thái Tổ Nỗ Nhĩ Cáp Xích, cùng Trắc Phúc tấn của em trai ông, Thư Nhĩ Cáp Tề, đều xuất thân từ hệ phòng này. Gia tộc của Hiếu Hiền Thuần Hoàng hậu là từ hệ phòng thứ ba, thủy tổ là Đức Vân Châu (德云珠).
Con trai của Đức Vân Châu tên gọi Vượng Cát Nỗ (旺吉努), một đại thần thời sơ khai Hậu Kim, đối với chiến trận Đông Bắc cùng việc thiết lập Đại Thanh có công trạng cực kỳ lớn lao, nên trao cho [Thế quản Tá lĩnh; 世管佐领], tức hậu duệ của Vượng Cát Nỗ về sau kế thừa chức Tá lĩnh vĩnh viễn. Sau khi Vượng Cát Nỗ chết, chức vị này được kế thừa bởi con trai Vạn Tế Ha (万济哈), cháu Ha Tích Truân (哈锡屯) cứ tiếp tục kế thừa chức vị, bên cạnh đó Ha Tích Truân lại lấy quân công có thưởng, thừa tước [Nhất đẳng Nam; 一等男], kiêm [Nhất Vân kỵ úy; 一云骑尉], rồi tiếp nhậm chức Tổng quản của Nội vụ phủ, gia thêm hàm "Thái tử Thái bảo" (太子太保). Con gái Ha Tích Truân là Phú Sát thị, được gả cho cháu nội của Thanh Thái Tổ là Phụng ân Phụ quốc công Ban Mục Bố Nhĩ Thiện (班穆布尔善). Tuy rằng Ban Mục Bố Nhĩ Thiện về sau do liên lụy tới Ngao Bái mà bị xử tử, nhưng có thể kết hôn với dòng dõi tông thất, cho thấy gia thế của gia tộc Sa Tế Phú Sát thị chi họ của Ha Tích Truân lúc đó đã tương đối cao.
Thực tế, dù xuất thân tương đối cao thế nhưng một chi Sa Tế Phú Sát thị ở hai triều Khang-Ung vẫn chưa được xem là "Đệ nhất Thế gia" như nhiều người lầm tưởng. Trong Khiếu đình tạp lục có nhắc tới danh sách gọi là Mãn Châu Bát đại gia không hề đề cập tới chi Sa Tế Phú Sát thị, có lẽ cũng chính là vì nguyên nhân này. Thay vào đó, Khiếu đình tạp lục lại có nhắc đến:「"Huy Phát thị, hậu duệ Văn Thanh công A Lan Thái"」 , là nói đến Mãn Châu Tương Lam kỳ Phú Sát thị của nhà Đại học sĩ A Lan Thái.

### Gia thế
Con trai Ha Tích Truân là Mễ Tư Hàn, là Thượng thư bộ Hộ thời Khang Hi, lại đảm nhậm Nghị chính đại thần, vị Mễ Tư Hàn này chính là tổ phụ của Hiếu Hiền Thuần Hoàng hậu. Hơn 7 năm chưởng quản tài chính quốc gia, Mễ Tư Hàn đã từng mạnh mẽ duy trì chính sách triệt phiên của Khang Hi Đế, do vậy rất được Hoàng đế coi trọng. Về sau, cả Ha Tích Truân và Mễ Tư Hàn đều được Càn Long Đế truy tặng [Nhất đẳng Thừa Ân công; 一等承恩公] - tước vị dành cho ngoại thích triều Thanh.
Cha bà là con trai thứ tư của Mễ Tư Hàn, Sát Cáp Nhĩ tổng quản Lý Vinh Bảo, bá phụ là Đại học sĩ Mã Tề (馬齊), là 「"Lịch tương tam triều, năm du đại điệt, trừ trung tuyên lực, đoan cẩn lão thành"」. Một vị bá phụ khác tên Mã Vũ (马武) làm đến Đô thống, lãnh Thị vệ Nội đại thần, quan chức đến hàm Nhất phẩm, địa vị hơn hẳn người khác, nhiều năm cật lực làm việc, được Ung Chính Đế gọi là Thánh quyến tối ác chi nhân (聖眷最渥之人). Người đương thời có nói:「" Minh (Nạp Lan Minh Châu), Sách (Sách Ngạch Đồ) sau khi lụi bại, Công (Mã Tề) cùng em trai Thái úy công (Mã Võ) quyền khuynh nhất thời. Hai con ngựa (Mã) ăn hết cỏ của thiên hạ"」.
Bên cạnh đó, trong nhà bà còn có: anh cả Quảng Thành (廣成), anh thứ Phó Thanh (傅清), Phó Ninh (傅寧), Phó Văn (傅文), Phó Khoan (傅宽), Phó Tân (傅新), Phó Ngọc (傅玉), Phó Khiêm (傅謙) và cuối cùng chính Phó Hằng. Phó Hằng, là tương lai một vị Đại học sĩ tài năng, một nhà chính trị, quân sự lỗi lạc có tiếng triều Thanh thời Càn Long, càng làm cho vinh quang của Phú Sát thị thêm vững chắc. Bà có một em gái, được gả cho Phó đô thống Tát Lạt Thiện (萨喇善) - trưởng tôn của Thao Tắc, con trai thứ 10 của Thanh Thái Tông Hoàng Thái Cực. Nhìn chung, có thể thấy gia thế hiển hách của gia tộc Phú Sát thị khi ấy trong xã hội Mãn Thanh. Xuất thân dòng dõi danh môn, tổ tiên làm quan bao đời, có thể thấy ngay từ nhỏ Hiếu Hiền Thuần Hoàng hậu đã có một gia thế hoàn hảo của một tiểu thư khuê các, đủ tiêu chuẩn trở thành bậc mẫu nghi thiên hạ.

### Điển cố
Hậu nhân của Phú Sát thị là Huyền Hải (玄海), người tu sửa lại Tộc phổ của gia tộc mình vào triều Đạo Quang, đã từng ghi trong "Hồi ức lục" của mình một câu chuyện về Hoàng hậu Phú Sát thị như sau:
| “                                            | Chợt một ngày, Ung Thân vương (tức Ung Chính Đế) đột nhiên tới phủ đệ của Lý Vinh Bảo. Ông cùng phu nhân, tiểu nữ lảng tránh không kịp, khẩn thi lễ thỉnh an. Ung Thân vương đi chung quanh thư phòng, chỉ thấy bày biện sạch sẽ đơn giản, đầy bàn đều là kinh văn. Tiện tay cầm lấy một quyển xem bừa, bật thốt lên khen ngợi chữ trong sách viết tinh giai, bút lực mạnh mẽ, nói:「"Chữ này rất có phong thái của Âu Dương Tuân, Liễu Công Quyền, do ai viết vậy?"」. Lý Vinh Bảo bèn đáp:「"Là ngu nữ tập viết!"」. Ung Thân vương liền liếc qua cô con gái nhỏ bên cạnh Lý Vinh bảo phu nhân, đó là một cô bé ung dung hoa quý, một thân uy nghi. Ung Thân vương gật đầu hỏi:「"Cách cách, năm nay bao nhiêu tuổi, là ai dạy chữ?"」, sau đó quay lại hỏi Lý Vinh Bảo:「"Phúc Mẫn, là Tiến sĩ năm Khang Hi thứ 36, tuyển thứ Cát sĩ sao?"」. Lý Vinh Bảo nói:「"Vâng. Hiện hắn tán thủ tại gia, lại là tộc huynh của thần, nên thuận tiện dạy bọn nhỏ trong nhà vài chữ"」. Nghe thế, Ung Thân vương tươi cười, quay ra hỏi Cách cách vài câu, đối đáp trôi chảy, cử chỉ phóng khoáng trang nhã, ông bèn cao hứng mà lấy giấy, kêu Cách cách viết vài nét. Lý Vinh Bảo vội nói:「"Ung Thân vương là trứ danh thi pháp, đến Hoàng thượng còn khen ngợi. Tiểu nữ của thần nào dám múa rìu qua mắt thợ, chỉ e sẽ khiến điện hạ chê cười"」. Ung Thân vương cười nói:「"Phú Sát gia các người đều là tài hoa, thế nào lại sáo rỗng khuôn cũ như vậy?"」. Cách cách suy tư một chút, liền viết lên một bài ngũ ngôn tuyệt cú của Thánh Tổ Khang Hi Đế, là Cổ bắc khẩu (古北口): 古北口 ... 断山逾古北， 石壁开峻远。 形胜固难凭， 在德不在险。 ... Cổ bắc khẩu ... Đoạn sơn du cổ bắc, Thạch bích khai tuấn viễn. Hình thắng cố nan bằng, Tại đức bất tại hiểm. Ung Thân vương thấy Cách cách huy bút thành thạo, tự tự lưu sướng, kết cấu nghiêm chỉnh, liên thanh thuyết thảo, thì bèn hỏi xem giảng giải thơ của Hoàng đế thế nào, Cách cách đáp:「"Sư phụ đã giảng qua, mới biết là câu 'Tại đức bất tại hiểm', là ở Sử ký, Tôn Tử-Ngô Khởi truyện, trường thành hiểm cố, không có đức chính, không có minh chính, vũ hảo nơi hiểm yếu cũng là ngăn không được Ba Đồ Lỗ của Mãn tộc ta. Chỉ có lý lẽ hiểu rõ, tu nhân, tu đức, có kỷ cương, mới có thể thống trị thiên hạ"」. Ung Thân vương gật đầu khen Cách cách thông minh. Khi Ung Thân vương hồi phủ, Đích Phúc tấn Ô Lạp Na Lạp thị đến nói chuyện, cạnh đó còn có Tam a ca Hoằng Thời, Tứ a ca Hoằng Lịch, cùng Ngũ a ca Hoằng Trú. Ông đem tờ chữ của con gái Lý Vinh Bảo ra, nói:「"Chữ này chính là do một vị Cách cách 9 tuổi viết, các con trong tâm không dụng tâm mà tiến tới, đến một cô gái trẻ cũng không với bằng"」. Sau đó lại hỏi họ việc học tập, làm cho bọn họ lui ra. | ” |
| — Từ "Hồi ức lục" của Huyền Hải, Phú Sát thị | |   |

## Hoàng hậu Đại Thanh

### Phong Phi lập Hậu
Năm Ung Chính thứ 5 (1727), mùa xuân, Phú Sát thị 16 tuổi tham gia Bát Kỳ tuyển tú, được chỉ định làm Đích Phúc tấn của Hoàng tứ tử Hoằng Lịch.
Cuộc Bát Kỳ tuyển tú thời nhà Thanh, là chọn các Tú nữ thuộc Kỳ phân Tá lĩnh trong Bát kỳ của Mãn Châu, Mông Cổ cùng Hán Quân dự tuyển, cuộc tuyển chọn này nhằm lựa chọn hôn phối cho thành viên hoàng thất, thứ đến là làm hậu cung tần phi. Sau khi quan sát tỉ mỉ quá trình tuyển chọn Bát Kỳ tú nữ trong nhiều tháng, cuối cùng Ung Chính Đế nhìn ra Phú Sát thị để chỉ hôn cho Tứ a ca Hoằng Lịch. Ngày 18 tháng 7 (âm lịch) cùng năm, tại Tây Nhị sở của Tử Cấm Thành (về sau Càn Long Đế đổi gọi Trùng Hoa cung), Ung Chính Đế đã tổ chức một hôn lễ gả Phú Sát thị cho Tứ a ca Hoằng Lịch, nghiễm nhiên bà có được vị trí Đích Phúc tấn của Hoàng tứ tử. Năm Ung Chính thứ 6 (1728), ngày 2 tháng 10, bà sinh hạ con gái trưởng cho Hoằng Lịch. Năm thứ 8 (1730), ngày 26 tháng 6, giờ Thân, Phú Sát thị hạ sinh con trai đặt tên là Vĩnh Liễn. Cùng năm ấy, ngày 27 tháng 12, con gái đầu lòng của bà qua đời. Năm thứ 9 (1731), ngày 24 tháng 5, Phú Sát thị sinh hạ một con gái nữa, tức Cố Luân Hòa Kính công chúa sau này.
Năm Ung Chính thứ 13 (1735), 23 tháng 8 (âm lịch), Ung Chính Đế băng hà. Ngày 3 tháng 9 (âm lịch), Bảo Thân vương Hoằng Lịch nối ngôi, tức [Càn Long Đế]. Cùng ngày hôm đó, Hoàng đế tấn tôn Hi phi Nữu Hỗ Lộc thị làm Hoàng thái hậu, và sách lập Đích phúc tấn Phú Sát thị làm Hoàng hậu. Tuy nhiên lúc đó Càn Long Đế đang thủ tang, phải đợi khi mãn tang Tiên đế thì mới cử hành đại lễ Sách lập. Sang ngày 8 tháng 12 (âm lịch) cùng năm, chỉ dụ chuẩn bị làm đại điển tấn lập Hoàng hậu. Chỉ dụ nói:
- [谕礼部、钦奉皇太后懿旨。伦常攸重。肇始坤元。风化由基。恒资内辅。礼昭王制。聿隆褕翟之仪。诗首关睢。爰启肃雝之治。典至钜也。皇帝嫡妃富察氏、恭淑性成。柔嘉素著。宫廷视膳。笃敬顺以承欢。壸掖传徽。昭俭勤而宣教。动符礼度。化洽贤慈。宜正位于中宫。用光襄夫宸极。应立为皇后。以崇内治。以裕嘉祥。钦此。朕祇遵慈命。立嫡妃富察氏为皇后。应行典礼。尔部详察具奏。]
- Dụ Lễ bộ. Khâm phụng Hoàng thái hậu ý chỉ. Luân thường tối trọng, căn cơ nền tảng là nguyên lý của quẻ Khôn. Phong hóa căn bản của sự vật, tất đều liên hệ đến nội phụ. Lễ làm sáng ngời Vương chế, ấy là làm vẻ vang khuôn mẫu của người mặc Du Địch. Bài thơ Quan thư ở đầu Kinh Thi, ấy là ca ngợi vẻ chỉnh tề hài hòa của bậc hiền phụ. Điển chí to lớn qua trọng như thế đấy. Nay, Đích phi Phú Sát thị của Hoàng đế, bổn tính cung thục, nhu gia rạng rỡ, khắp cung đình đều noi theo gương tốt, kiên trì kính thuận để ta vui lòng. Đức tốt lưu truyền, khiêm hòa tuyên giáo. Thường luôn lễ độ, hành sự hiền từ. Xét đáng chính vị Trung cung, để làm rường cột chốn nội đình. Ứng lập làm Hoàng hậu, để bao trọn nội trị, cũng để đức khoan dung làm biểu suất gia tường. Khâm thử. Trẫm nay tuân theo từ mệnh, lập Đích phi phú Sát thị làm Hoàng hậu. Các điển lễ nên thi hành, các khanh bàn bạc rồi báo lại cho Trẫm nghe.

Năm Càn Long thứ 2 (1737), ngày 4 tháng 12, lấy Bảo Hòa điện Đại học sĩ Ngạc Nhĩ Thái làm Chính sứ, Hộ bộ Thượng thư Hải Vọng (海望) làm Phó sứ, cầm cờ tiết, sách bảo, tiến hành nghi thức đại điển tấn lập Hoàng hậu. Chiếu cáo thiên hạ.

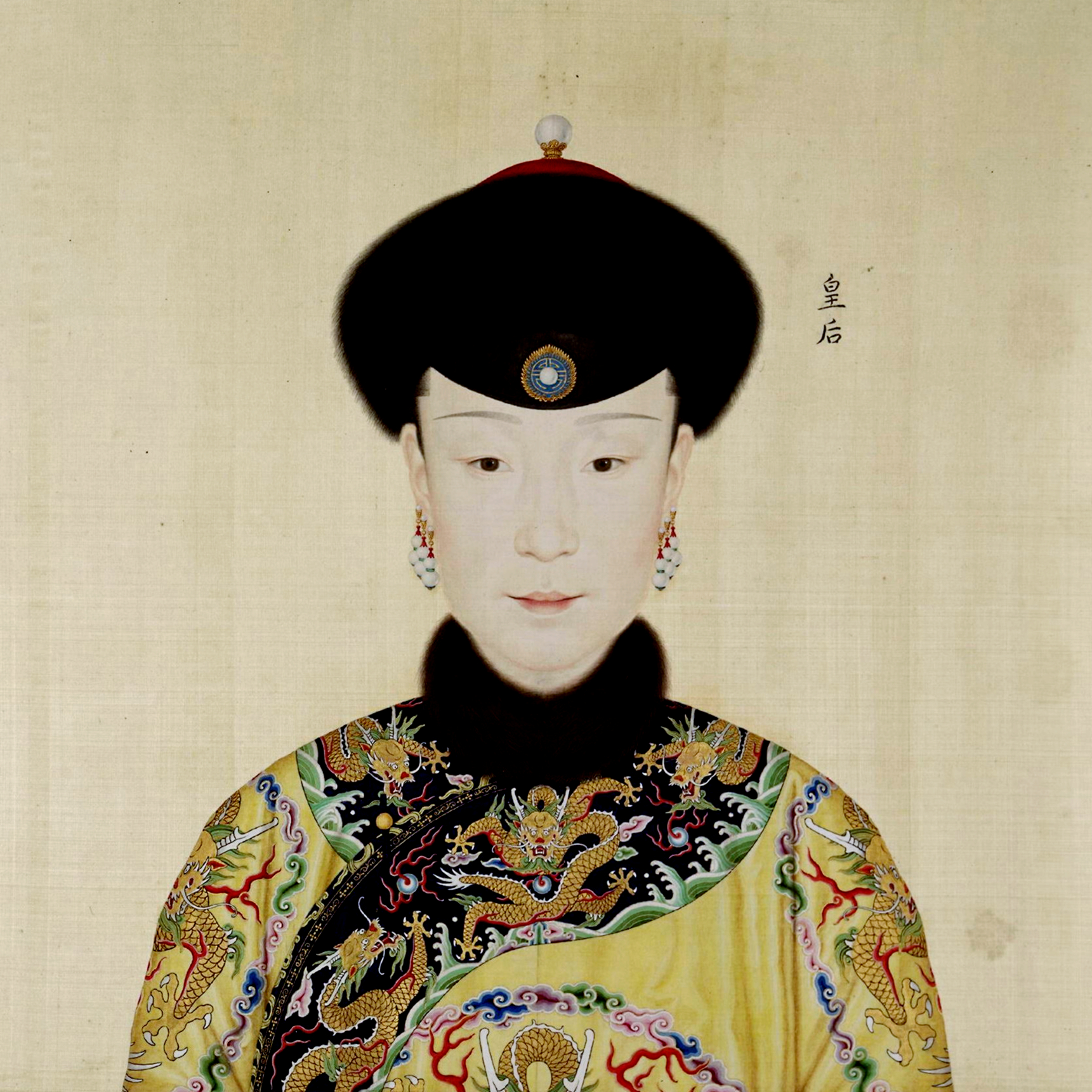
Hoàng hậu Phú Sát thị.

### Gia ân khoản đãi
Trong Hậu cung nhà Thanh, Hậu phi có thể ở các cung điện khác nhau không cố định, nơi mà Hoàng hậu Phú Sát thị thường cư ngụ và được nhiều người biết đến nhất, chính là một trong Tây lục cung: Trường Xuân cung. Khi còn là Hoàng tử, Càn Long Đế từng được Ung Chính Đế ban cho phong hiệu "Trường Xuân cư sĩ" (長春居士), về sau khi lên ngôi, Càn Long Đế lại ban Trường Xuân cung cho Hoàng hậu Phú Sát thị, khi cả hoàng gia đến Viên Minh Viên thì Càn Long Đế lại ban Trường Xuân tiên quán (長春仙馆) cho bà làm chỗ trường trú. Đem vị hiệu khi còn trẻ của chính mình làm nơi ở cho vợ, nhiều người lấy đó làm biểu hiện cho thấy tình cảm của Càn Long đối với bà.
Suốt thời tại vị, Hoàng hậu Phú Sát thị được biết đến là người thục đức có uy tín và luôn hoàn thành tốt cương vị Hoàng hậu của mình. Bên cạnh đó, sử sách ghi lại bà hành xử đoan trang và giản dị, chi tiêu trong cung đều giản lược, thích cài trang sức được gọi là Thông thảo Nhung hoa (通草絨花) thay cho các trang sức đắt tiền như châu thúy. Như trang sức "Hà bao" (荷包) mà Càn Long Đế dùng bên mình, Phú Sát thị chủ động làm ra mà không dùng kim ngân ti tuyến, mà lại dùng da hươu để tiết kiệm chi phí. Ngoài ra, Hoàng hậu Phú Sát thị còn nổi tiếng đối xử hòa nhã với các phi tần trong hậu cung. Trong khi đó, gia đình của bà liên tiếp được trọng dụng, cha là Lý Vinh Bảo được truy tặng tước vị [Nhất đẳng Thừa Ân công; 一等承恩公]. Anh em con cháu trong họ Phú Sát thị được cất nhắc đặc biệt, đặc biệt là em trai út của bà, Đại học sĩ Phó Hằng cùng người con trai của ông là Phúc Khang An, đã khiến gia tộc Phú Sát thị đạt đến vinh quang trong suốt thời đại Càn Long. Gia ân hậu đãi, không thể không gia ân tước vị. Gia đình bà có được 8 tước thế chức truyền đời, dành cho hậu duệ của Lý Vinh Bảo. Từ triều Gia Khánh bắt đầu, hậu duệ Lý Vinh Bảo có 8 thế gia phân nhánh, phân biệt là:
- [Thừa Ân công; 承恩公]: sau khi Lý Vinh Bảo chết, truyền cho con thứ 4 Phó Văn, rồi lại dành cho con trai thứ 6 là Phó Ngọc;
- [Gia Dũng Trung Duệ công; 嘉勇忠锐公]: tước vị con cháu Phúc Khang An;
- [Thành Gia Nghị Dũng công; 诚嘉毅勇公]: dành cho Minh Thụy - con trai của Phó Văn;
- [Trung Dũng công; 忠勇公]: dành cho Phúc Long An (福隆安), chồng của Hòa Thạc Hòa Gia công chúa và là con trai thứ hai của Phó Hằng;
- [Tương Dũng hầu; 襄勇侯]: dành cho Minh Lượng (明亮) - con trai của Quảng Thành, anh cả của Phú Sát Hoàng hậu;
- [Nhất đẳng Tử; 一等子]: dành cho hậu duệ của Phó Thanh;
- [Nhất đẳng Nam; 一等男]: dành cho Khuê Lâm (奎林) - con cả của Phó Văn;
- [Vân Kỵ úy; 云骑尉]: dành cho Phúc Linh An (福灵安) - con cả của Phó Hằng.

Như vậy, một chi gia tộc Phú Sát thị của Lý Vinh Bảo về sau cũng chia ra từ các tước thế tập này mà hình thành thêm 8 chi đại gia khác nữa, sự vinh diệu này, dù là do Hoàng hậu Phú Sát thị được sủng ái, cũng chưa từng thấy qua trong các dòng dõi ngoại thích khác của triều Thanh. Ngay cả em rể của Hoàng hậu là Tát Lạt Thiện (薩喇善), từ một Tông thất Thị vệ nhỏ nhoi, do là anh em cột chèo với Hoàng đế mà nâng lên làm quan to, Phó đô thống, Cát Lâm Tướng quân, lại còn gia thêm thế chức [Vân kỵ úy] cho hậu duệ. Ngoài ra, hai cháu gái của bà, con gái của Thừa Ân công Phó Văn, lần lượt gả cho Dự Lương Thân vương Tu Linh và Thuận Thừa Cung Quận vương Thái Phỉ Anh A làm Đích Phúc tấn, cả hai vị này đều là Thiết mạo tử vương. Một cháu gái, con của Phó Khiêm, về sau làm Đích Phúc tấn của Vĩnh Dung - con trai thứ 6 của Càn Long Đế.

### Nỗi đau mất con
Năm Càn Long thứ 3 (1738), ngày 12 tháng 10, giờ Tỵ, Hoàng nhị tử Vĩnh Liễn qua đời khi mới 8 tuổi. Đế - Hậu bi thương vô hạn, đặc biệt là Hiếu Hiền Hoàng hậu đã chịu đả kích lớn. Càn Long Đế 5 ngày không thiết triều. Càn Long Đế cử hành lễ tang Vĩnh Liễn, phong làm Hoàng thái tử, thụy Đoan Tuệ Thái tử (端慧太子), lại ra chỉ kị húy chữ Liễn trong tên của Hoàng tử.
Năm Càn Long thứ 11 (1746), ngày 27 tháng 5, tức ngày Phật đản (8 tháng 4 âm lịch), bà sinh ra con trai thứ 7 của Càn Long Đế, tức Vĩnh Tông. Trước đó, nghe tin bà mang thai, Càn Long Đế phá bỏ lệ thường hay du ngoạn Viên Minh Viên đón tết Nguyên tiêu, mà ở lại Tử Cấm Thành bầu bạn với mẹ con bà. Hoàng hậu sinh hạ Hoàng thất tử, cùng ngày gặp mưa sau nhiều tháng hạn hán kéo dài, Càn Long Đế vốn hết lòng tin theo Phật giáo đã thập phần vui sướng, lần cảm thán thiên ân chiếu cố. Hoàng thất tử nhỏ tuổi mà đĩnh ngộ xuất chúng khiến Càn Long Đế yêu thương tha thiết, tên [Vĩnh Tông] của Hoàng tử chính là ngầm ý là người trở thành Trữ quân tương lai. Tuy rằng lúc này Càn Long Đế đã có vài đứa con trai, nhưng ông đối với Hoàng thất tử vẫn cứ yêu như trân bảo, cảm thấy đứa nhỏ này là đứa con xinh đẹp và đáng yêu, 「"Tính thành túc tuệ, kỳ nghi biểu dị, xuất từ chính đích, thông minh thù thường"; 性成夙慧，歧嶷表异，出自正嫡，聪颖殊常」. Thế nhưng Hoàng tử không may yểu mệnh vào năm thứ 12, ngày 29 tháng 12 (âm lịch) khi chưa đầy 1 tuổi. Ban thụy Điệu Mẫn (悼敏).
Cái chết lần lượt của hai người con gây tổn thương nghiêm trọng cho Hoàng hậu, dù Càn Long Đế đã hết sức thông cảm và an ủi bà. Từ khi đó, Hoàng hậu luôn thường có bệnh, Càn Long Đế thường đến điện án cầu phúc, cầu xin Liệt tổ liệt tông phù hộ Hoàng hậu sớm khỏi bệnh, lại sinh hạ Đích tử. Không lâu sau cái chết của Thất hoàng tử, Hoàng hậu qua đời để lại niềm tiếc thương vô hạn cho Càn Long Đế. Sách Kim Xuyên kỉ lược (金川纪略), ghi lại rằng lời đồn trong cung, từ khi hoàng hậu mất đi Hoàng thất tử, thương tiếc thành tật, bà nói cho Càn Long Đế rằng đêm nào cũng mơ thấy Bích Hà Nguyên quân triệu hoán bà, bà đã ưng thuận tâm nguyện, sau khi khỏi bệnh sẽ hướng đến Thái Sơn tạ thần. Hoàng đế học thức uyên bác, biết Bích Hà Nguyên quân vốn là Thần nữ ở núi Thái Sơn, bèn đáp ứng yêu cầu của Hoàng hậu.

## Qua đời

### Đông tuần băng thệ
Năm Càn Long thứ 13 (1748), tháng giêng, Càn Long Đế cùng Hiếu Hiền Hoàng hậu bồi giá Thái hậu, cùng chúng tần phi đại giá tuần du Đông tuần. Cuộc Đông tuần quy mô lớn đi về phía Đông, có yết Khổng Miếu (miếu thờ Khổng Tử), lại lên núi Thái Sơn.
Ngày 24 tháng 2, đoàn Đông tuần của hoàng gia đi vào Sơn Đông, du lãm trứ danh Khổng miếu. Ngày hôm sau, ở Khổng miếu cử hành long trọng thích điện điển lễ, ngày này còn yết kiến Khổng Lâm. Ngày 29 tháng 2, đội tuần du bước lên núi Thái Sơn, tham quan thắng cảnh. Ngày 4 tháng 3, đến Tế Nam du lãm suối Bác Đột. Ngày 8 tháng 3, Càn Long Đế phụng Hoàng thái hậu hồi loan, bước lên lộ trình hồi kinh. Ngày 11 tháng 3 ấy (tức 8 tháng 4 dương lịch), đoàn Đông tuần của Hoàng gia bỏ xe lên thuyền, nương theo kênh đào thủy lộ để hồi kinh. Ngay đêm đó, giờ Hợi, Hoàng hậu Phú Sát thị qua đời trong khi hồi loan bằng thuyền "Chu thứ" (舟次) của Đức Châu, hưởng niên 37 tuổi.
Càn Long Đế lập tức đem tin Hoàng hậu băng (mất) lên Thái hậu, sau đó Thái hậu đến thuyền xem Hoàng hậu, cả hai mẹ con thương tiếc Hoàng hậu rất lâu. Sau đó, Hoàng đế lệnh Trang Thân vương Dận Lộc, Hòa Thân vương Hoằng Trú cung phụng Hoàng Thái hậu ngự thuyền hoãn trình hồi kinh, còn mình tự ở Đức Châu lo liệu tang sự của bà. Ngày 14 tháng 3, Càn Long Đế hộ tống Hoàng hậu tử cung đến Thiên Tân, Hoàng trưởng tử Vĩnh Hoàng tại đây nghênh giá.
Ngày thứ 16 tháng 3, tử cung của Hoàng hậu tới Thông Châu, tạm an tại điện bên, lại mệnh từ Thân vương xuống, đến Tam phẩm quan viên trở lên tụ tập đầy đủ tại Thông Châu, các Hoàng tử ở trước Hoàng hậu tử cung tế tửu, khóc tang hành lễ. Cùng ngày giờ Tuất, tử cung của Hoàng hậu được đưa về đến kinh. Văn võ quan viên cùng Công chúa, Hoàng tử Phúc tấn trở xuống; Đại thần quan viên, Mệnh phụ, Nội phủ Tá lãnh Nội quản lãnh phân ban tụ tập đầy đủ, lụa trắng phục quỳ nghênh. Từ Đông Hoa môn nhập Thương Chấn môn, phụng an tử cung Hoàng hậu tới sinh thời cư trú Trường Xuân cung. Càn Long Đế từ đó vận phục trắng 12 ngày, thân đến trước tử cung tế rượu, từ đó thẳng đến khi tử cung nhập địa cung, đầy 2 năm tế lễ cuối cùng, đều do Càn Long Đế đích thân tự mình đến trí tế, mà không phái bất kì ai thay thế.

### Thân định thụy hiệu
Ngày 22 tháng 3 (âm lịch) năm ấy, Càn Long Đế đích thân đặt thụy hiệu cho Hoàng hậu Phú Sát thị là Hiếu Hiền Hoàng hậu (孝賢皇后), nói về bà như sau:「"Lịch quan cổ chi Hiền hậu. Cái thật vô dĩ gia tư"; 历观古之贤后。盖实无以加兹」. Từ trước đến nay, cách đặt thụy hiệu của triều Thanh là đầu tiên Hoàng đế có muốn hay không muốn "Cấp thụy" cho người ấy không, gọi là [Lệ cấp thụy]. Khi quyết định cấp thụy, thì các Hoàng đế đều dụ bộ Lễ soạn sẵn thụy hiệu vào giấy, thường là một lúc 3 tờ, ghi rõ thụy pháp (ý nghĩa của chữ thụy), phiên bản Mãn văn đầy đủ rồi dâng lên cho Hoàng đế ngự chọn. Vào lúc Hoàng đế ngự chọn cũng có thể đặt bút phê bình, phê duyệt, sửa chữa ý nghĩa của chữ,... cho đến khi có thụy hiệu ưng ý rồi quyết định chọn chữ ấy. Về cơ bản, việc đặt thụy hiệu của triều đình không phải trực tiếp Hoàng đế nghĩ ra, nhưng Càn Long Đế cuối cùng lại tự chính mình đặt ra thụy hiệu cho Phú Sát Hoàng hậu.
Căn cứ theo 《Thanh thực lục》 đời Càn Long, Hoàng đế ra chỉ dụ nói:
| “                                              | 丙午。谕礼部。皇后富察氏。德钟勋族。教秉名宗。作配朕躬。二十二年。正位中宫。一十三载。逮事皇考。克尽孝忱。上奉圣母。深蒙慈爱。问安兰殿。极愉婉以承欢。敷化椒涂。佐忧勤而出治。性符坤顺。宫廷肃敬慎之仪。德懋恒贞。图史协贤明之颂。覃宽仁以逮下。崇节俭以禔躬。此宫中府中所习知。亦亿人兆人所共仰者。兹于乾隆十三年三月十一日崩逝。眷惟内佐。久藉赞襄。追念懿规。良深痛悼。宜加称谥。昭茂典于千秋。永著徽音。播遗芬于奕禩。从来知臣者莫如君。知子者莫如父。则知妻者莫如夫。朕昨赋皇后挽诗。有圣慈深忆孝。宫壸尽称贤之句。思惟孝贤二字之嘉名。实该皇后一生之淑德。应谥为孝贤皇后。所有应行典礼。尔部照例奏闻。 . Ngày Bính Ngọ, dụ Lễ bộ. Hoàng hậu Phú Sát thị, đức chung huân tộc, giáo bỉnh danh tông, tác phối với Trẫm đã 22 năm, chính vị Trung cung đã được 13 năm. Khi phụng sự Hoàng khảo thật sự có hiếu tâm, thượng phụng Thánh mẫu có được tình yêu mến. Khi vỗ về chốn Lan điện, khiến khắp nơi đều vui vẻ hòa thuận, làm yên vui Thánh mẫu an dưỡng. Dạy dỗ hậu phi, cực nhọc vất vả mà vẫn quán xuyến đầy đủ. Lại tính ôn thuận, khiến khắp cung đình kính thận uy nghi. Đức độ sáng ngời, nên có được sự ca tụng hiền minh. Lại dùng nhân tâm đãi kẻ dưới, dùng cung kiệm làm phương châm, nên trong ngoài cung đình đều bắt chước học theo, khiến người người đều ngưỡng vọng. Năm Càn Long thứ 13, ngày 11 tháng 3, Hậu bất hạnh băng thệ. Nay nhìn lại sự tá trợ nội cung, mà tâm trạng rối bời bi thống, cắn rứt không thôi. Gặp điển chế nên gia tôn xưng thụy, nhằm để về sau hậu duệ điển chương tôn vinh vĩnh cữu. Cũng là truyền mãi đức sáng ngời của Hậu, cho đời sau biết đến tiếng thơm. Từ trước đến nay, biết rõ thần tử chỉ có quân vương, biết rõ con không ai bằng cha, như vậy biết rõ thê tử chỉ có phu quân. Trẫm khi sáng tác vãn thi cho Hoàng hậu, có câu "Thánh từ thâm ức Hiếu, Cung khổn tẫn xưng Hiền" (聖慈深憶孝，宮壸儘稱賢), như vậy thấy 2 chữ ["Hiếu Hiền"; 孝賢] quả thật có thể hình dung sự thục đức cả đời của Hoàng hậu, nên cho thụy hiệu là Hiếu Hiền Hoàng hậu. Những lễ nghi thì theo điển lễ mà làm, rồi các khanh tấu trình cho Trẫm nghe. | ” |
| — Dụ Lễ bộ, chỉ định thụy hiệu của Càn Long Đế | |   |

Bên cạnh đó, có một thuyết xuất xứ thụy hiệu của Hoàng hậu, là theo 《Thanh sử cảo》:「"Ngày trước, Hoàng quý phi Cao Giai thị mất (tức Tuệ Hiền Hoàng quý phi), Thượng thân đặt thụy chữ Tuệ Hiền 慧賢, Hoàng hậu ở bên cạnh nói rằng: "Thiếp ngày nào đó băng ngự quy thiên, có thể lấy 2 chữ Hiếu Hiền 孝賢 làm thụy hiệu chăng?", đến đây Thượng mới dùng chữ đó làm thụy"」.

### Hiếu Hiền Hoàng hậu
Ngày 25 tháng 3, tử cung của Đại Hành Hoàng hậu được phụng di đến Quan Đức điện (观德殿) ở núi Cảnh Sơn. Ngày 21 tháng 5, Càn Long Đế thân ngự Thái Hòa môn, lấy Trang Thân vương Dận Lộc làm Chính sứ, Bình Quận vương Phúc Bành (福彭) làm Phó sứ, chính thức tiến hành sách thụy lễ. Chiếu cáo thiên hạ.

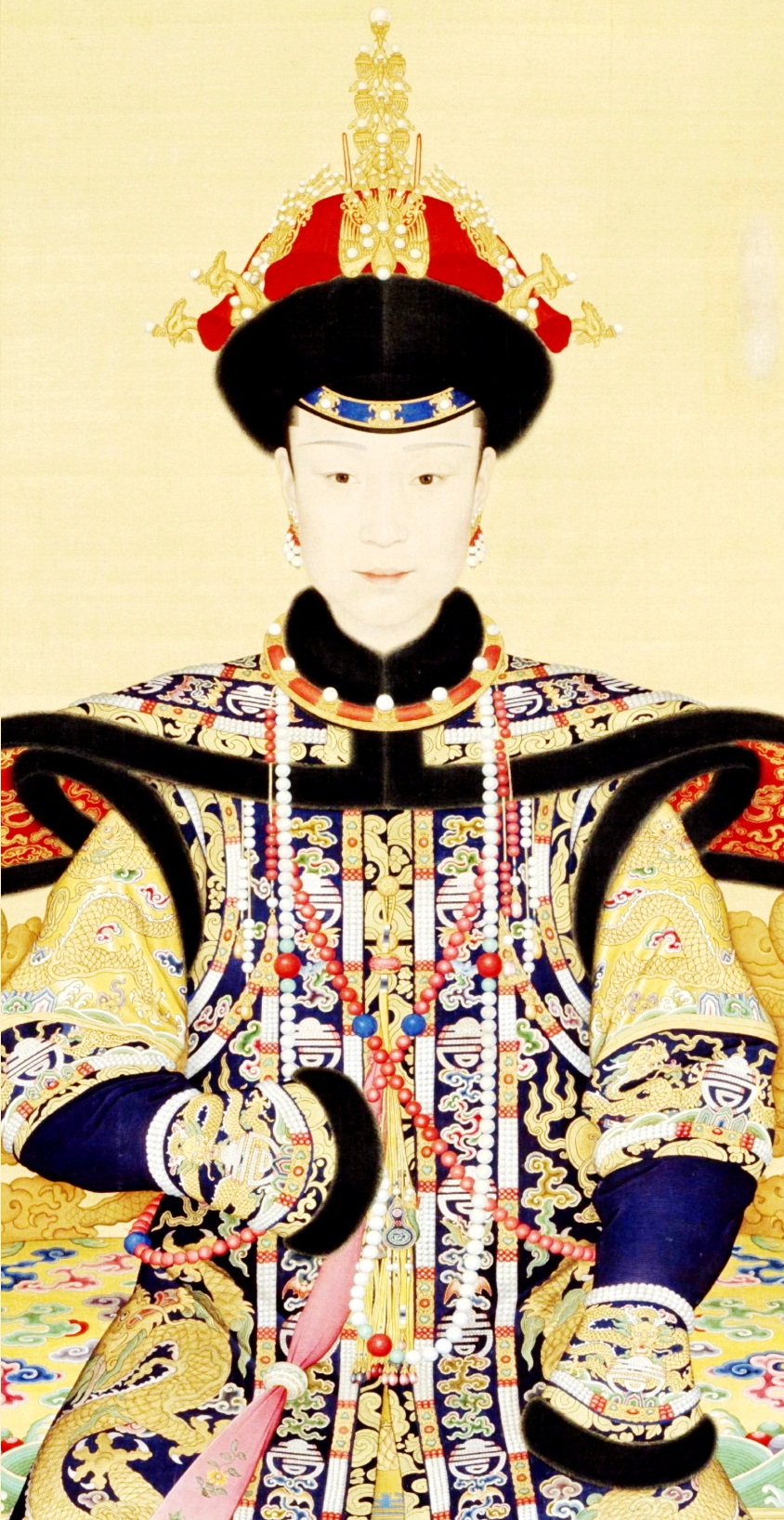
Hiếu Hiền Hoàng hậu triều phục

Năm Càn Long thứ 17 (1752), ngày 13 tháng 10, giờ Thần, phụng di kim quan của Hiếu Hiền hoàng hậu đến Thanh Đông lăng, là Thắng Thủy Dục địa cung (胜水峪地宫). Ngày 27 tháng 10, Hiếu Hiền Hoàng hậu chính thức được an táng trong địa cung của Thắng Thủy Dục địa cung, tức Dụ lăng. Sau khi đó, Càn Long Đế tự mình thiết lập Tổng quản nha môn cho lăng của bà, trong đó có Tổng quản, Phó tổng quản, Chương kinh, Bút thiếp thức, tổng cộng 23 quan viên, thêm lính trông coi lăng mộ 80 người. Trông coi lăng tẩm, chỉ này hạng nhất chi tiêu, mỗi năm liền cần bạc 10.000 lượng trở lên.
Việc bà qua đời để lại cho Càn Long Đế nhiều sự tiếc nuối. Từ khi Hiếu Hiền Hoàng hậu qua đời, Trường Xuân cung nơi bà ở cũng để nguyên trạng như vậy, Càn Long Đế không cho tần phi nào vào ở nữa, mãi cho đến những năm cuối cùng trị vì, do thoái vị mà chấp nhận tân phi vào đó cư trú. Sau khi mãn tang 100 ngày, Hoàng đế dụ rằng:"Trẫm với Hiếu Hiền Hoàng hậu tình nghĩa long trọng, thiên hạ thần dân khắp nơi đều biết, mà quản lý tang nghi, cũng không chịu lấy một hào tư ý, hơi vẫn điển thường".
Năm Gia Khánh thứ 4 (1799), tháng 9, sau khi Càn Long Đế qua đời và được dâng Đế thụy [Thuần], thì Gia Khánh Đế theo ý Đại học sĩ Vương Kiệt, soạn dâng thêm thụy hiệu cho Hiếu Hiền Hoàng hậu để hợp quy tắc, là Hiếu Hiền Thành Chính Đôn Mục Nhân Huệ Phụ Thiên Xương Thánh Thuần Hoàng hậu (孝賢誠正敦穆仁惠輔天昌聖純皇后). Ngày Tân Dậu cùng tháng, tiến hành lễ sách thụy của Hiếu Hiền Thuần Hoàng hậu cùng với sinh mẫu của Tân Hoàng đế là Hiếu Nghi Thuần hoàng hậu. Ngày 19 tháng 9 (âm lịch), tiến hành lễ dâng thần vị Hiếu Hiền Thuần hoàng hậu, Hiếu Nghi Thuần hoàng hậu vào Thái Miếu. Chiếu cáo thiên hạ. Từ đó về sau, Hoàng hậu Phú Sát thị không còn gọi là [Hiếu Hiền Hoàng hậu] nữa, mà được gọi là 「Hiếu Hiền Thuần Hoàng hậu」.
Về sau, qua các đời Hoàng đế, bà được dâng thụy hiệu đầy đủ là: Hiếu Hiền Thành Chính Đôn Mục Nhân Huệ Huy Cung Khang Thuận Phụ Thiên Xương Thánh Thuần Hoàng hậu (孝賢誠正敦穆仁惠徽恭康順輔天昌聖純皇后).

## Câu chuyện sau cái chết

### Khiển trách quan viên

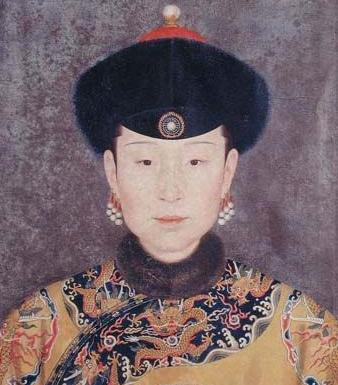
Hiếu Hiền Thuần Hoàng hậu Phú Sát thị

Sau cái chết của Hiếu Hiền Thuần Hoàng hậu, Càn Long Đế rất tiếc hận và đau buồn, bên cạnh đó còn yêu cầu "Thiên tự nhất hào mô phạm phu phụ", "Thiên tự nhất hào mô phạm gia đình", Càn Long Đế đối với đại tang của Hoàng hậu rất mẫn cảm với bất kì sai phạm nào, vì vậy đã dẫn đến hàng loạt Hoàng tử, Hoàng thân và cả Quan viên cấp cao bị khiển trách.
Đầu tiên là Hoàng trưởng tử Vĩnh Hoàng, cùng Hoàng tam tử Vĩnh Chương trong tang nghi của Hiếu Hiền Thuần Hoàng hậu đã biểu hiện không đủ bi thương, liền bị Hoàng đế trách mắng, thậm chí đến độ:「"Hai kẻ bất hiếu này không thể kế thừa đại thống"」. Điều này khiến Hoàng tử Vĩnh Hoàng mắc bệnh do lo sợ, và qua đời không lâu sau đó. Sư phụ Am Đạt của Hoàng tử bị phạt trượng, rồi phạt bổng 1 năm, những vị liên quan như Hòa Thân vương Hoằng Trú, Đại học sĩ Lai Bảo cũng bị phạt bổng 3 năm.
Thứ đến là hàng loạt quan viên trong triều bị xét là Thất lễ đối với Hoàng hậu. Như danh thần Tống đốc Lưỡng Giang là Doãn Kế Thiện bị phê bình là: 「"Đối với đại tang của Hiếu Hiền Hoàng hậu, chỉ lấy sức làm qua loa, không thật tâm ai kính đối với Hoàng hậu. Y là thân cận của Trẫm, há có thể có đạo lý thờ ơ như vậy?"」. Hàn Lâm viện soạn thảo và dâng lên sách văn Hoàng hậu, Càn Long Đế khi xem xét thì thấy 2 chữ "Hoàng tỉ" (皇妣) lại bị viết thành "Tiên Thái hậu" (先太后), mạo phạm Hoàng thái hậu nên khiến ông giận tím mặt, bèn ra chỉ dụ bắt Hình bộ Thượng thư A Khắc Đôn (阿克敦), giao cho Hình bộ trị tội.
Các quan viên của Hình bộ thấy Hoàng đế thịnh nộ, tăng thêm xử phạt, nghĩ chỉ giam mà chờ vậy thôi. Không ngờ, Càn Long Đế đang trong kì thịnh nộ không hài lòng, trách cứ Hình bộ "Đảng cùng tuẫn tí", cố ý "Buông thả", toàn bộ đem cả Hình bộ quan viên trên dưới vấn tội, bao gồm: Mãn Thượng thư Thịnh An (盛安), Hán thượng thư Uông Từ Đôn (汪由敦), Thị lang Lặc Nhĩ Sâm (勒尔森), Tiền A Đàn (钱阿群), Triệu Huệ, Ngụy Định Quốc. Riêng A Khắc Đôn bị kết tội "Đại bất kính" với Hoàng thái hậu, trảm chết. Quang Lộc tự Tự khanh mua sắm các vật dùng trong buổi nghi thức tế lễ Hoàng hậu lại bị Hoàng đế định tội: "Không hề sạch sẽ", cho nên Quang Lộc Tự khanh bị giáng cấp thuyên chuyển. Công bộ do chuẩn bị sách bảo thô lậu, toàn bộ bị xử phạt, Thị lang Tác Trụ bị giáng 3 cấp, Đồ Phùng Chấn (涂逢震) bị giáng 4 cấp, vẫn giữ lại làm. Lễ bộ do chưa nghị Vương công hành lễ khi làm sách thụy cho Hoàng hậu, Thượng thư Hải Vọng, Vương An Quốc hàng giáng 2 cấp, vẫn giữ lại làm. Khi Hiếu Hiền Thuần Hoàng hậu băng thệ, Đốc phủ Đại thần, Đề đốc, Tổng binh các nơi địa phương đều đệ đơn "Quỳ thỉnh thánh an", cũng có "Khấu yết Đại hành Hoàng hậu tử cung", "Quỳ sát đất ai khóc, nước mắt chảy ra không dứt". Càn Long Đế đối với những tấu chương này cũng chỉ xem qua loa, không hề để ý. Nhưng các Mãn tộc Đốc phủ, Tướng quân, Đề đốc, Đô thống, Tổng binh ở các tỉnh, hễ rằng không có tấu thỉnh vào kinh thành, đều hàng giáng 2 cấp, hoặc là bị điều đi quân công ký lục. Như vậy, những quan viên đã chịu xử phạt có: Lưỡng Giang Tổng đốc Doãn Kế Thiện, Mân Chiết Tổng đốc Khách Nhĩ Cát Thiện (喀尔吉善), Hồ Quảng Tổng đốc Tắc Lăng Ngạch, Chiết Giang Tuần phủ Cố Tông (顾琮), Giang Tây Tuần phủ Khai Thái (开泰), Hà Nam Tuần phủ Thạc Sắc (硕色), An Huy Tuần phủ Nạp Mẫn (纳敏),... cộng ra là hơn 50 danh thần Mãn tộc văn võ đại quan. Đặc biệt trong đợt trách phạt này còn có danh thần Trương Đình Ngọc, trong bài tế văn Đông chí cho Hiếu Hiền Hoàng hậu, đã có dùng 2 chữ "Tuyền đài 泉台", Càn Long Đế răn trách:"Hai chữ này dùng cho thường nhân còn tạm được, dùng cho Vương công đại thần đã quá khiên cưỡng, há có thể dùng cho Hoàng hậu?". Trương Đình Ngọc là người chủ yếu phụ trách, liên lụy một loạt quan viên phụ giúp phạt bổng 1 năm.
Tháng 6, khi cử hành tế điện Hiếu Hiền Hoàng hậu điển lễ, đại thần tới không đến một nửa, các Tỉnh Đốc phủ yêu cầu vào kinh tham gia lễ tang cũng quá ít, cái này làm cho Càn Long Đế đặc biệt khó chịu. Vừa lúc, cơ hội tới. Theo tục lệ người Mãn, tang lễ Đế - Hậu, quan viên bọn họ trong 100 ngày không thể cạo tóc, ý nghĩa là tỏ vẻ chuyên tâm bi thống, không rảnh lo cầu kì ngoại hình. Phong tục này vốn không có ghi lại, đến khi Ung Chính Đế băng hà cũng không phải toàn bộ bọn họ noi theo, triều đình cũng không có truy cứu trách nhiệm. Bởi vậy, khi đại tang của Hiếu Hiền Thuần Hoàng hậu diễn ra, rất nhiều người đều cạo đầu. Tháng đó, có Tri phủ Cẩm Châu là Kim Văn Thuần (金文醇), ở trăm ngày cạo đầu, bị người tố cáo, giao cho Hình bộ, Hình bộ định tội rồi trảm giam. Càn Long Đế đang nổi nóng, vừa vặn gặp được cơ hội giết người này, lại thấy Hình bộ phán quyết, lập tức đem Hình bộ thượng thư Thịnh An gọi tới mắng to một trận, nói hắn làm việc thiên tư, đem hắn nhốt lại. Không lâu lại phát hiện đại quan liêu Tổng đốc của Giang Nam, Hà Đạo là Chu Học Kiện (周学健), cùng Tổng đốc Hồ Quảng là Tắc Lăng Ngạch (塞楞额) đều vi phạm lệnh cấm cạo tóc, do Tắc Lăng Ngạch là người Mãn Châu Bát kỳ, nên hình phạt rất nặng, bị buộc phải tự sát. Những tỉnh như Thịnh Kinh, Hàng Châu, Ninh Hạ, đều bắt quan viên hơn trăm ngày cạo đầu, nhưng không đề cập đến lính tráng, Càn Long Đế liền chỉ ra: "Lính tuy nghèo hèn, nhưng cũng đều là nô bộc Mãn Châu, đáng lý nên cùng quan viên đồng loạt truyền hành. Vì chưa truyền hành, lính tráng bắt đầu từ trong trăm ngày cạo đầu. Các ngươi quên quy tắc cũ Mãn Châu, có thể nói không biết nặng nhẹ. Này chưa kinh qua xử lý, quả thật hồ đồ", như vậy hàng loạt quan viên địa phương bị bắt định tội.

### Chi hao thiện đãi

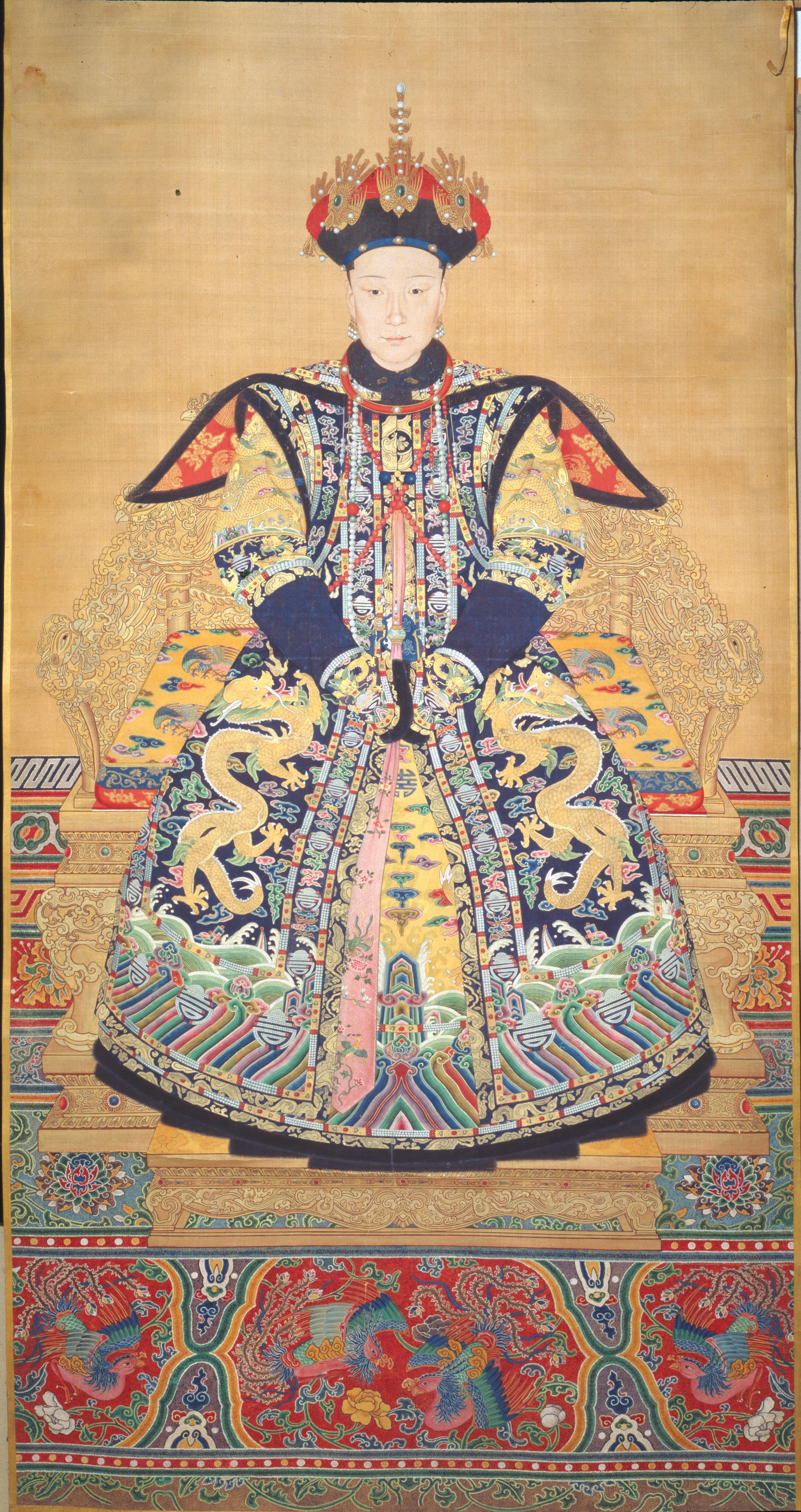
Một bản Ngự chân của Hiếu Hiền Thuần Hoàng hậu.

Số tiền Càn Long Đế bỏ ra để lo tang lễ cho Hiếu Hiền Thuần Hoàng hậu cực kì lớn. Năm đó, ngày 25 tháng 3, Hộ bộ tổng tính tiền là 300.000 lượng bạc trắng, khi đưa tử cung của Hoàng hậu đến Quan Đức điện, Càn Long Đế yêu cầu tu sửa. Quan Đức điện là nơi đặt tử cung của Đế - Hậu sau khi lần đầu ra khỏi cung, công trình bao gồm tân kiến cửa cung, thêm cái tịnh phòng, phô mạn dũng lộ, thềm ngăn nước, xây thêm ngói viện, động viên thợ thủ công 8242 người, làm tráng phu 9593 người, hao phí bạc trắng 9.600 lượng hơn. Tĩnh An trang là nơi tạm đặt tử cung Đế - Hậu sau khi rời Quan Đức điện, vốn có điện phủ, nhưng Càn Long Đế cho rằng quy mô quá nhỏ nên hạ lệnh xây dựng thêm. Từ tháng 4 năm đó khởi công, bao gồm Đại điện, Cửa cung, Điện thờ phụ và các Gian phòng nghỉ (cộng lại 338 gian), công tác xây dựng đã hao phí bạc trắng hơn 90.000 lượng.
Sau khi Hiếu Hiền Thuần Hoàng hậu qua đời, gia đình của bà vẫn được trọng dụng, thậm chí phá lệ hậu đãi. Em út Phó Hằng, hơn 20 năm, làm Tể làm Tướng, vị trí không hề nhỏ trong vũ đài chính trị dù là phương diện văn học hay quân sự, do vậy phá lệ phong Nhất đẳng Trung Dũng công (一等忠勇公), sau khi mất lại tặng làm Quận vương, là một trong số ít Vương gia không cùng họ của triều Thanh. Cháu của Hoàng hậu là Phúc Khang An, từ nhỏ được Càn Long Đế đưa vào cung dạy dỗ, sinh thời phong làm Bối tử, sau khi mất tặng "Quận vương", sủng thần không kém gì Hòa Thân.

### Truyền thuyết về cái chết
Cái chết đột ngột của Hiếu Hiền Thuần Hoàng hậu vẫn đi vào truyền thuyết dân gian với những câu chuyện li kỳ. Bên cạnh phỏng đoán vì bà mệt mỏi với cương vị của một Hoàng hậu mà áp lực đến suy kiệt, một thuyết khác đồn đoán cái chết của bà là liên quan đến việc Càn Long Đế đã ngoại tình lén lút với em dâu của bà, vợ của em trai út Phó Hằng.
Theo truyền thuyết, mà cuốn Thanh đại ngoại sử (清代外史) có nói đến, vợ của Phó Hằng rất được Càn Long Đế ưu ái nên thường hay ra vào cung điện thăm hỏi Hiếu Hiền Thuần Hoàng hậu. Trên đường về, vợ của Phó Hằng bị Càn Long Đế bức đến chỗ riêng, cưỡng dâm, vợ của Phó Hằng không cách nào khác bèn im lặng. Người ta đồn rằng, Phúc Khang An, con trai thứ ba của Phó Hằng chính là con ruột của Càn Long Đế, và việc Phúc Khang An cả đời cực kì vinh hiển do Càn Long Đế bảo hộ, là sự thật luôn khiến nhiều người tò mò hoài nghi. Hiếu Hiền Thuần Hoàng hậu biết được việc này, trong lòng oán hận Càn Long Đế, nhưng Hoàng đế không thể biện bạch, nên đành nhẫn nhịn xuống nước. Thế rồi chuyến Nam tuần, Hiếu Hiền Thuần Hoàng hậu cùng Hoàng đế đến Trực Lệ, bước lên du thuyền, tại đây Hoàng hậu lại nhắc đến chuyện gian dâm đê tiện trên, trách mắng Hoàng đế thậm tệ, Càn Long Đế nhẫn nhịn không nổi đã đẩy Hoàng hậu chết đuối.
Lại có cách nói Hiếu Hiền Thuần Hoàng hậu một là tự đập đầu vào cột thuyền, khác thì lại nói bà tự nhảy xuống sông. Những chi tiết sống động như thật. Và lễ tang long trọng mà Càn Long Đế dành cho bà chính là để che giấu chân tướng. Cũng có thuyết nói rằng, khi Hiếu Hiền Thuần Hoàng hậu tổ chức sinh nhật, mời toàn bộ họ hàng vào chung vui, trong đó có vợ của Phó Hằng. Mọi người vui vẻ nên có quá chén, vợ của Phó Hằng uống quá nhiều, nên được Hoàng hậu sai cung nữ dìu đến chỗ khác nghỉ ngơi. Càn Long Đế khi đó cũng say, vô tình đi theo vợ của Phó Hằng, và rồi cả hai truy hoan, sinh ra Phúc Khang An. Hiếu Hiền Thuần Hoàng hậu về sau biết được, khóc lóc thống khổ, đòi sống đòi chết. Sau đó, Hiếu Hiền Thuần Hoàng hậu cùng Hoàng đế Nam tuần, thế nhưng Hoàng đế lại tham hoa tươi diệp liễu, cải trang lên thành tìm gái ca kỹ, Hiếu Hiền Thuần Hoàng hậu không nhịn được nữa mà nhảy sông tự sát.

## Cả đời truy điệu
Từ khi Hiếu Hiền Thuần Hoàng hậu qua đời, bắt đầu một thời gian tiếc thương vợ cả đời của Càn Long Đế. Quá trình lần lượt khi hết đầy tháng, 2 tháng, trăm ngày, di phụng,... mỗi lần đều có thơ của Hoàng đế đích thân viết. Sự truy điệu của hoàng đế dành cho vị đích thê này được thể hiện bằng số lượng thơ đáng kinh ngạc.
Bài đầu tiên là 《Mậu Thần Đại Hành hoàng hậu vãn thi - 戊辰大行皇后挽诗》, tổng kết tự thuật phu thê sinh hoạt 22 năm cảm tình sâu nặng, nỗi đau thống khổ. Ngoài ra, đáng kể nhất là Thuật bi phú (述悲赋), sáng tác sau khi mãn tang trăm ngày của Hiếu Hiền Thuần Hoàng hậu.

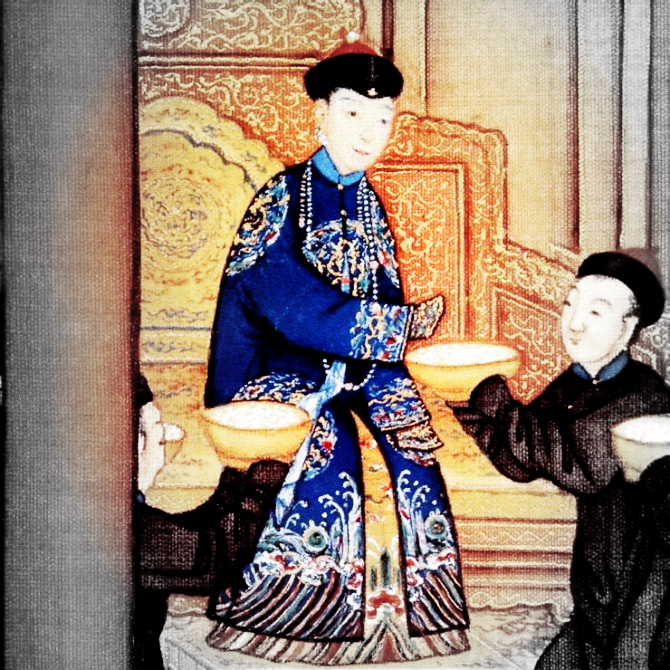
Hiếu Hiền Thuần Hoàng hậu thân tàm đồ.

| “                       | Tâm tả trị bình đồ (心寫治平圖) của Lang Thế Ninh, vị trí của Hiếu Hiền Thuần hoàng hậu ngay bên cạnh Càn Long Đế ...Lược dịch... Cớ gì Kinh Dịch bắt đầu bằng càn khôn? Tại sao Kinh Thi đặt quan thư lên trước nhất? Ấy là vì phu thê là khởi nguồn mọi mối nhân luân, càn khôn thì đại diện cho trời đất... Bóng hình nàng ở mãi trong ta, khiến lòng ta bồi hồi da diết. Phi tần lục cung nhiều sao kể xiết, ta nhìn mà chỉ nhớ đến nàng... Đau đớn thay, vật cũ bày ra nhìn ngắm, lòng lại nhớ đến cảnh tốt đẹp năm xưa, có lúc tâm thần phiêu đãng, bỗng đâu tức cảnh sinh tình, thổn thức làm sao. Cõi đời kia thực chỉ là giấc mộng, tỉnh mộng rồi vạn sự giai không. Hỡi ôi, sầu gì hơn nỗi sầu sinh ly tử biệt, đau gì hơn nỗi đau để mất ái thê, từ nay đằng đẵng cuộc đời ai cùng ta theo bước? Cung điện kia nay còn ai ở, rèm trướng kia trống trải xiết bao, gió xuân khẽ thổi, người đã chẳng còn, chỉ biết thở dài thống thiết, tỏ rằng: Gió xuân trăng thu đều đã ở đây rồi, ngày hạ đêm đông đến khi nào mới quay trở lại? | ” |
| — Thuật bi phú - 述悲赋 | |   |

## Hậu duệ
Bà sinh cho Càn Long Đế được hai Hoàng tử và hai Hoàng nữ:
- Hoàng trưởng nữ [皇長女; 3 tháng 11 năm 1728 - 14 tháng 2 năm 1729], chết yểu. Sinh ngày 2 tháng 10 (âm lịch) năm Ung Chính thứ 6, mất ngày 27 tháng 12 (âm lịch) năm Ung Chính thứ 7 (1729), khi gần 2 tuổi.
- Hoàng nhị tử Vĩnh Liễn [永璉; 9 tháng 8 năm 1730 – 23 tháng 11 năm 1738], con trai thứ hai của Càn Long Đế. Hoàng tử rất được Càn Long Đế yêu quý, và đã từng viết chiếu lập làm Hoàng thái tử kế vị. Nhưng chết yểu khi lên 8 tuổi, thụy phong Đoan Tuệ Hoàng thái tử (端慧皇太子).
- Cố Luân Hòa Kính Công chúa [固倫和敬公主; 28 tháng 6 năm 1731 – 15 tháng 8 năm 1792], con gái thứ ba của Càn Long Đế. Năm 1747, hạ giá lấy Phụ quốc công Sắc Bố Đằng Ba Lặc Châu Nhĩ (色布腾巴勒珠尔), người của tộc Khoa Nhĩ Thấm, Mông Cổ.
- Hoàng thất tử Vĩnh Tông [永琮; 27 tháng 5 năm 1746 – 29 tháng 1 năm 1747], con trai thứ 7 của Càn Long Đế. Bị đậu mùa mà chết khi mới 2 tuổi, truy thụy Điệu Mẫn (悼敏). Về sau, Gia Khánh Đế cải thành Triết Thân vương (哲亲王).

## Trong văn hoá đại chúng
| Năm  | Phim ảnh truyền hình          | Diễn viên      | Nhân vật                     |
| 2002 | 《Giang sơn vi trọng》        | Trần Nghệ      | Phú Sát thị                  |
| 2002 | 《Càn Long du Giang Nam》     | Xa Thi Mạn     | Phú Sát hoàng hậu            |
| 2005 | 《Ngự dụng nhàn nhân》        | Đằng Lệ Danh   | Phú Sát hoàng hậu            |
| 2005 | 《Thiếu niên Bảo thân vương》 | Trương Bội Bội | Phú Sát·Vinh Nhi (富察·荣儿) |
| 2008 | 《Thượng thư phòng》          | Dương Mịch     | Phú Sát·Đôn Nhi (富察·敦儿)  |
| 2010 | 《Chân Hoàn truyện》          | Viên Nghệ      | Phú Sát thị                  |
| 2018 | 《Diên Hi công lược》         | Tần Lam        | Phú Sát·Dung Âm (富察·容音)  |
| 2018 | 《Như Ý truyện》              | Đổng Khiết     | Phú Sát·Lang Hoa (富察·琅嬅) |